# 233
Правління імператора Александра Севера у Римській імперії. У Китаї триває період трьох держав, найбільшою державою на території Індії є Кушанська імперія, у Персії править династія Сассанідів.
На території лісостепової України Черняхівська культура. У Північному Причорномор'ї готи й сармати.

## Події
- Александр Север повертається зі Сходу з тріумфом, але йому доводиться швидко вирушити з легіонами у Швабію, де на римські кордони вчинили напад алемани.